# دم‌جنبانک جنگلی
دم‌جنبانک جنگلی (نام علمی: Dendronanthus indicus) پرنده‌ای میان‌جثه از راستهٔ گنجشک‌سانان و از تیرهٔ دم‌جنبانکان است. این پرنده پرهای متمایزی دارد که آن را از دیگر دم‌جنبانک‌ها متمایز می‌کند و برخلاف حرکات معمول بالا و پایین دیگر گونه‌های دم‌جنبانک، عادت دارد که دم خود را به طرفین تکان دهد. این تنها گونه دم‌جنبانک است که روی درختان لانه می‌سازد. این پرنده عمدتاً در زیستگاه‌های جنگلی یافت می‌شود، در مناطق معتدل شرق آسیا زادآوری می‌کند و زمستان را در سراسر آسیای گرمسیری از هند تا اندونزی می‌گذراند.